# Meaghan Martin
Meaghan Jette Martin (17 de fevereiro de 1992, Las Vegas, Nevada) é uma atriz e cantora norte-americana.
Ela participou de um episódio em Zack & Cody: Gêmeos em Ação, onde viveu a amada de Cody. Meaghan participou de outras séries como Drake & Josh, ER, Just Jordan, CSI: Miami, Malcolm in the Middle e Close to Home. Também participou sendo umas das protagonistas como a personagem Jessica do jogo Until Dawn, lançado em 2015
Meaghan também participou dos filmes Camp Rock e Camp Rock 2: The Final Jam, representando Tess Tyler, filha de uma cantora mundialmente famosa. Tess sonha em seguir a profissão da mãe, contudo, deixa a ambição tomar conta dela, tratando, constantemente, os outros de forma desrespeitosa. A mesma alimenta uma paixão pelo músico Shane Gray, a qual não é correspondida.
No filme, Meaghan canta as músicas solo Too Cool e Two Stars - esta já foi traduzida para inúmeras línguas, inclusive Português -. Junto com o resto do elenco, ela canta We Rock e o bônus Our Time Is Here. 
A atriz iniciou estrelando peças amadoras em Las Vegas, tendo sua estreia oficial na peça 13. Em fevereiro de 2012, Martin participa de uma campanha publicitária da ACUVUE®, fabricante de lentes de contato, junto com Demi Lovato, Joe Jonas, Allyson Felix e Tyler Blackburn.

## Filmografia

### Filmes
| Ano  | Trabalho                   | Personagem    | Notas        |
| ---- | -------------------------- | ------------- | ------------ |
| 2008 | Camp Rock                  | Tess Tyler    | Antagonista  |
| 2009 | Dear Lemon Lima            | Megan Kennedy |              |
| 2010 | Camp Rock 2: The Final Jam | Tess Tyler    | Antagonista  |
| 2011 | Mean Girls 2               | Jo Mitchell   | Protagonista |
| 2011 | Sironia                    | Aubrey        | Antagonista  |
| 2013 | Geography Club             | Trish         | Antagonista  |
| 2014 | Senior Project             | Natalia       |              |
| 2015 | Safelight                  | Sharon        |              |

### Televisão
| Ano  | Trabalho                         | Personagem         | Notas                       |
| ---- | -------------------------------- | ------------------ | --------------------------- |
| 2002 | ER                               | Susie              |                             |
| 2004 | Kingdom Hearts                   | Courtney           |                             |
| 2006 | Malcolm in the Middle            | Dakota             |                             |
| 2006 | CSI: Miami                       | Hannah             |                             |
| 2007 | The Suite Life of Zack & Cody    | Stacie             | 1 episódio                  |
| 2007 | Just Jordan                      | Ashley             | 1 episódio                  |
| 2007 | Close to Home                    | Candy              |                             |
| 2008 | House, M.D.                      | Sarah              | Episódio "Joy To The World" |
| 2008 | Jonas Brothers: Living the Dream | Ela Mesma          | Show                        |
| 2009 | Leo Little's Big Show            | Ela Mesma          |                             |
| 2009 | 10 Things I Hate About You       | Bianca Stratford   | Protagonista                |
| 2009 | Privileged                       | Middle School Girl |                             |

### Videogame
| Ano  | Trabalho   | Personagem | Notas                      |
| ---- | ---------- | ---------- | -------------------------- |
| 2015 | Until Dawn | Jessica    | Voz e captura de movimento |

## Discografia

### Músicas
| Ano        | Título                                          | Notas                                       |
| ---------- | ----------------------------------------------- | ------------------------------------------- |
| 2008       | "Too Cool"                                      | Camp Rock                                   |
| 2008       | "2 Stars"                                       | Camp Rock                                   |
| 2008       | "We Rock" (junto do elenco de Camp Rock)        | Camp Rock                                   |
| 2008       | "Video Girl"                                    | A Little Bit Longer                         |
| 2009       | "When You Wish Upon A Star"                     | Pinocchio 70th Anniversary Platinum Edition |
| 2009       | "The Kids of America" (com Dana Davis)          | 10 Things I Hate About You (episódio 15)    |
| 2009       | "Let's Talk About Love"                         | Build A Bear Workshop                       |
| 2009       | "Magic"                                         | Feiticeiros de Waverly Place                |
| "Hate You" | MySpace                                         |                                             |
| 2010       | "Walkin' In My Shoes" ft. Matthew "Mdot" Finley | Camp Rock 2: The Final Jam                  |
| 2010       | "Tear It Down" ft. Matthew "Mdot" Finley        | Camp Rock 2: The Final Jam                  |
| 2010       | "Its On" (junto do elenco de Camp Rock 2)       | Camp Rock 2: The Final Jam                  |

## Video Games
| Ano  | Jogo                                 | Personagem |
| ---- | ------------------------------------ | ---------- |
| 2008 | Kingdom Hearts Re: Chain of Memories | Naminé     |
| 2009 | Kingdom Hearts 358/2 Days            | Naminé     |
| 2010 | Kingdom Hearts Birth by Sleep        | Naminé     |
| 2011 | Kingdom Hearts Re:coded              | Naminé     |
| 2015 | Until Dawn                           | Jessica    |